# 黑帶半線脂鯉
黑帶半線脂鯉（學名：Hemigrammus ulreyi），中文俗名公主灯，為輻鰭魚綱脂鯉目脂鯉亞目脂鯉科的其中一個種，為熱帶淡水魚，分布於南美洲巴拉圭河流域，本魚體呈橢圓形且側扁，眼大，吻圓鈍，體側中央有一條黑色縱帶，在鰓蓋後方有明顯間斷，前段部分兩端均有一抹青藍色，在不同光線和角度會散發出綠金色至天藍色的金屬光澤，腹部後方至臀鰭基部有一條黑線，尾鰭叉形，體色銀灰色，脂鰭桃紅色，背鰭第一、二鰭條黑色，背鰭橙黃色，體長可達4.4公分，棲息底中層水域，生活習性不明，可作為觀賞魚。

## 扩展阅读
- 維基物種上的相關：黑帶半線脂鯉

1. ↑  Lima, F. . The IUCN Red List of Threatened Species. 2023, 2023: e.T164583490A164583503  [23 June 2024]. doi:10.2305/IUCN.UK.2023-1.RLTS.T164583490A164583503.en .